# 壬生諸石
壬生諸石（みぶ の もろし）は、飛鳥時代の人物。位階は追大弐。姓はなし。

## 出自
壬生氏は皇子の資養を目的として設立された壬生部の伴造の氏族で、宮城十二門には「壬生門」（美福門）があるところから、門部的な職掌についていたとも考えられる。『新撰姓氏録』「河内国皇別」には大宅臣の同祖とする壬生臣氏、「河内国未定雑姓」には御間城入彦天皇（崇神天皇）の後裔とする上毛野氏系統の壬生部公氏が存在し、日本各地に壬生氏・壬生部氏が分布している。

## 記録
『日本書紀』巻第三十によると、持統天皇10年4月（684年）、物部薬（もののべ の くすり）とともに追大弐の位階を授けられ、合わせて、各人に絁（あしぎぬ）4匹、糸10絇、布20端>、鍬20口、稲千束、水田4町を与えられ、戸の調役を免じられている。
とある。恐らく、天智天皇初年の百済救援戦で捕虜にされたものと推測されるが、彼らがいつ唐の捕虜から解放され、帰国したのかは不明である。